# 백천 (부안군)
백천(白川)은 전북특별자치도 부안군 상서면 청림리에서 발원하여 전북특별자치도 부안군 변산면 중계리에서 직소천에 유입되는 전북특별자치도의 하천이다. 하천연장은 5.77㎞이며, 유역면적은 26.03km2이다. 백천 유역은 한국 고유종인 부안종개의 유일한 서식지이다.